# 근삿값의 순서
근삿값의 순서(Orders of approximation)는 과학이나 공학에서 근삿값을 더 정확히 표현할 것인지, 더 다듬어 나가기 위한 절차를 나타내기 위한 용어이다. 해당 순서는 각각 0 번째, 1 번째, 2 번째 순서 등으로 증가한다.
공식적으로는 n번째 근삿값이 오류값 규모의 비교에 따른다. 적합한 상황에서는 테일러 다항식에 따라서 함수를 예측한다.

## 0번째 순의 근삿값 (zeroth-order)
이는 최초의 근사값을 의미한다. 해당 결과값이 필요할 때 매우 단순한 식을 구성하여 빨리 뽑아내는 것을 의미한다. 가령, 통계학자로서의 당신은 실제로는 723,432명이 살고 있는 도시에 대해서 "이 도시에는 대략 수십만 명의 사람이 살고 있다."고 말할 수 있다.

## 1번째 순의 근삿값 (first-order)
단 하나의 주요 수치를 발견하여 좀 더 발전된 식을 통해 값을 정의하는 것을 의미한다. 예를 들면, 위에서 설명한 도시에 대해서 십만 단위를 정확하게 알아낸 것이 첫 번째 주요 수치로서, 약 70만 명이 살고 있다고 말할 수 있다.

## 2번째 순의 근삿값 (second-order)
두 개의 이상의 주요 수치를 적용한다. 예를 들면, 위에서 설명한 도시에 대해서 십만단위와 일만단위를(2가지) 정확히 알아 약 72만명이 살고있다고 말할 수 있다.

## 같이 보기
- 섭동 이론
- 테일러 급수
- 점근 표기법